# Церква Святого Іоанна (Сорол)
Церква Святого Іоанна (вірм. Սուրբ Յովհաննէս Եկեղեցի, перс. کلیسای هوهانس مقدس) — вірменська католицька церква збудована в 1840 р. на руїнах середньовічної вірменської церкви V або VI століття в селі Сорол (Східний Азербайджан, Іран). 

## Історія
Початок зведення сучасної церкви сягає 1840 р., коли будівництво відбувалось під керівництвом українця Самсона Макінцева (також відомого як Самсон-хан) та було профінансовано вірменським мецентом Хагобовим. Також відомо про участь в зведенні храму азербайджанських майстрів, через що її відносять і до пам'яток азербайджанської архітектури. 
Пам'ятка сильно постраждала від землетрусу 1936 року, після чого були зруйновані двері та вікна будівлі. Внаслідок еміграції вірменських християн після Другої світової війни, особливо до радянської Вірменії, церква втратила парафію.
В 1968 р. церкви була внесена в Іранський список національної спадщини під ідентифікатором ID 766.

## Архітектура
Довжина церкви 18,45 м. Її ширина у вівтарній частині 5,7 м, а в решті 4,5 м. Зведена з цегли. Будівля складається з трьох ділянок: передпокій із заходу, центральної зали прямокутного плану посередині та вівтарної зони зі сходу.
Церква має три різні бані: над західним входом — дзвіниця восьмикутної форми, увінчана віяловим пірамідальним куполом; над центральним залом — великий конічний купол; над вівтарем — невеликий купол із восьмикутним пірамідальним дахом.

## Вікі любить пам'ятки
Фотографія церкви, зроблена Фарзіном Ізаддустом Даром, посіла перше місце в конкурсі Вікі любить пам'ятки в 2020 р. Один із членів журі висловив своє здивування геометричними та ювелірними формами церкви, оточеної снігом, через що вона виглядала так, ніби вона пливе в «просторово-часовому континуумі/гравітаційному полі».

## Галерея

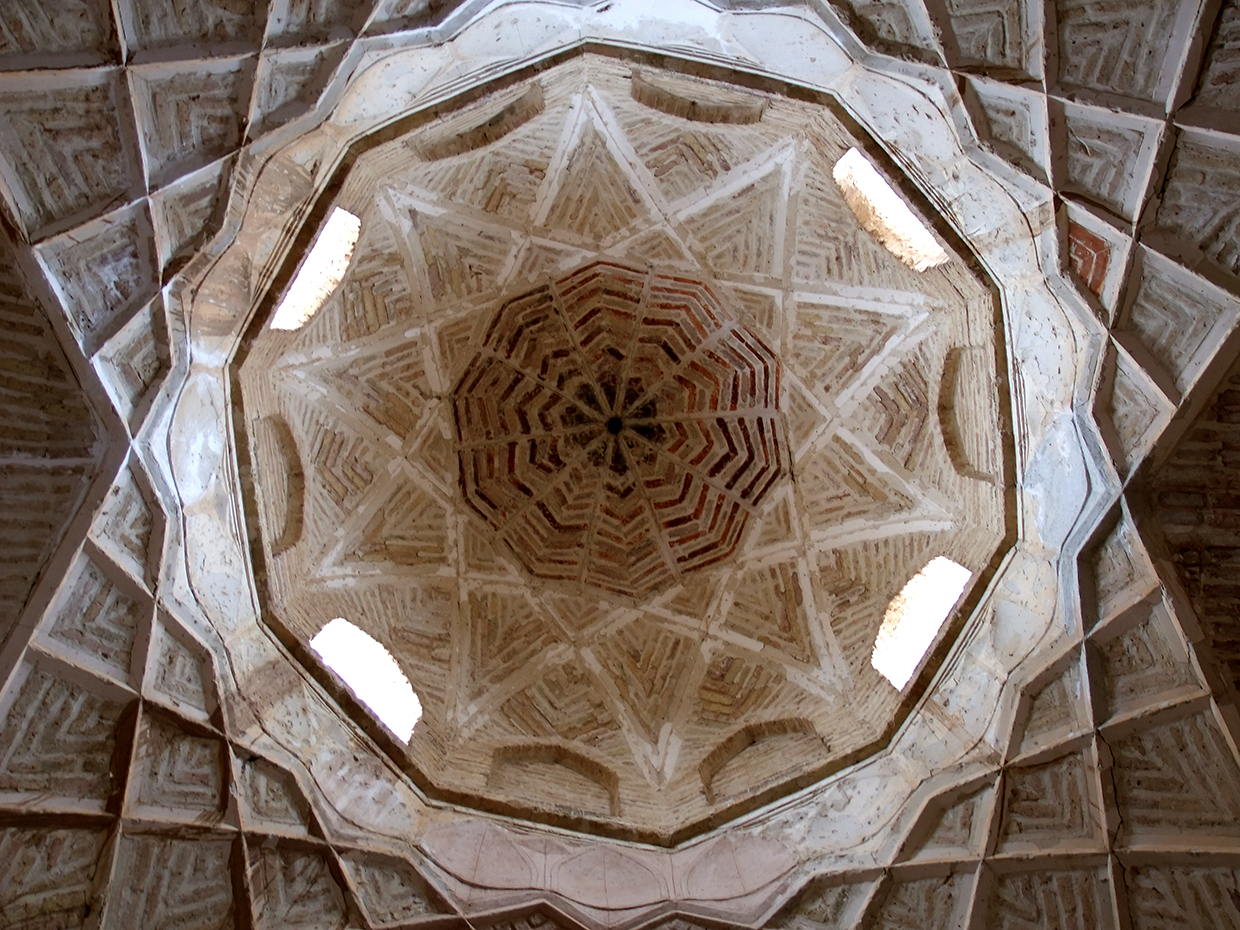
Центральний купол церкви. Вигляд зсередини
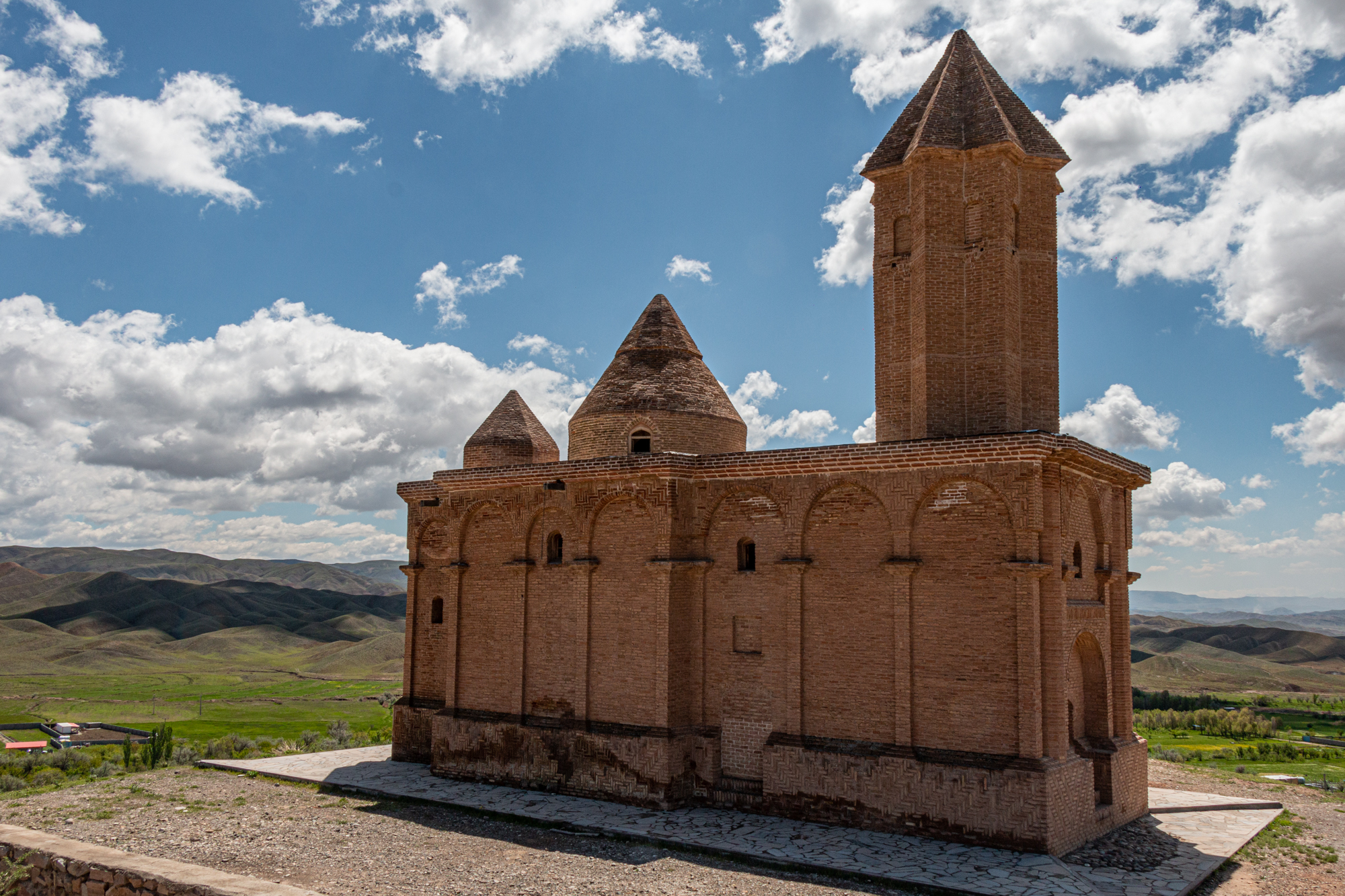
Вигляд фасаду